# 巴西—莫桑比克關係
巴西—莫桑比克關係（葡萄牙語：Relações entre Brasil e Moçambique）是指巴西與莫桑比克历史上与现代的双边外交關係。两国都是葡萄牙語圈的一部分，在葡萄牙殖民帝國时期就已经有所往来。莫桑比克独立后的1975年，巴西与莫桑比克建立大使级外交关系，此后双边关系友好顺利发展，2003年卢拉首次成为巴西总统以来，两国关系进一步加强。现今，巴西与莫桑比克亦通过在联合国、葡萄牙语国家共同体、77國集團等多個國際組織的合作交流加深了邦誼。

## 政治交流

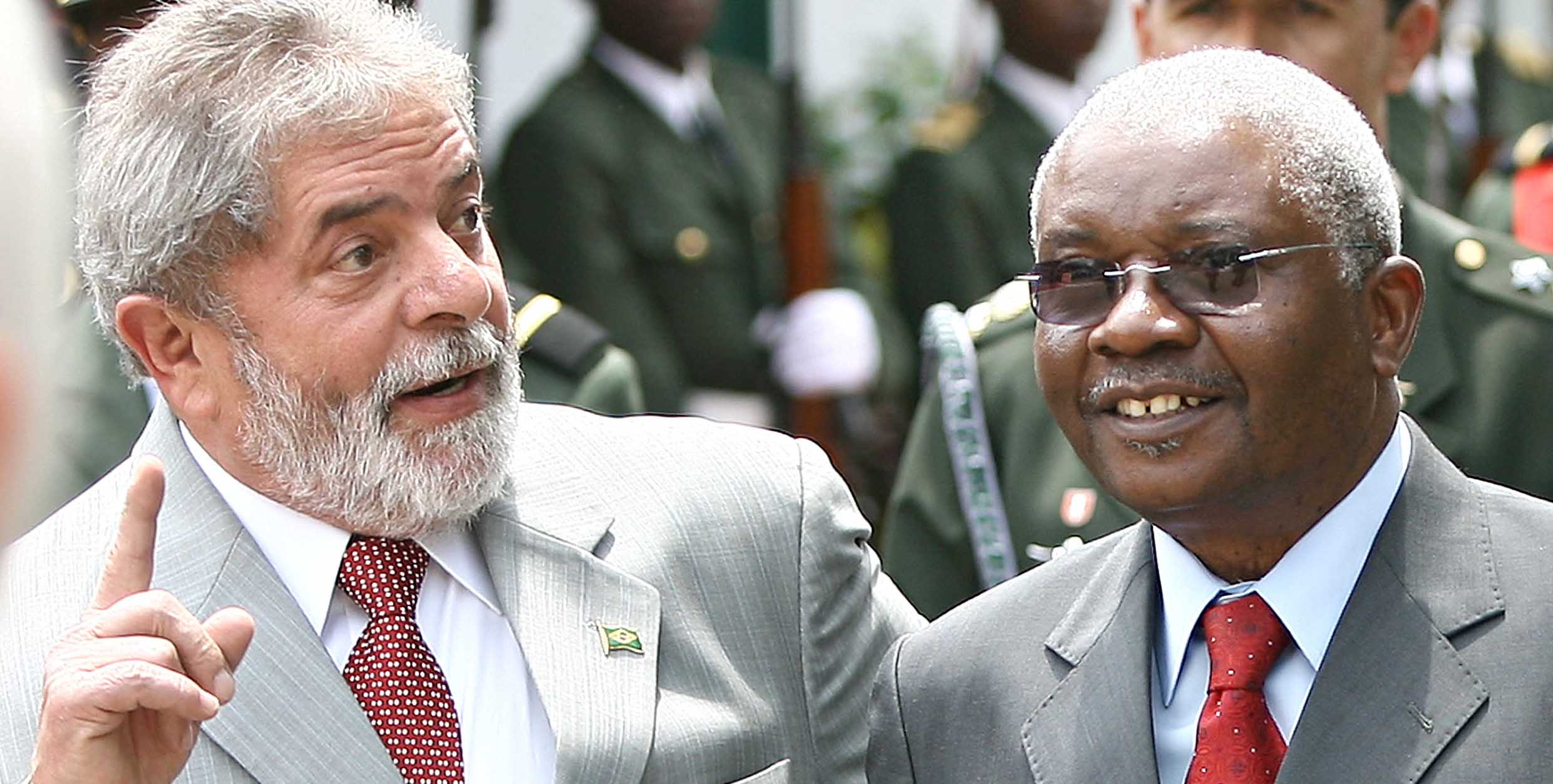
莫桑比克总统阿曼多·格布扎會見巴西總統卢拉

在18世纪，巴西与当时名为葡屬東非的莫桑比克皆处于葡萄牙殖民帝国的统治下:47，当时，有一些巴西人被葡萄牙殖民政府任命为葡屬維德角的殖民官员。法兰西第一帝国期间，拿破仑占领葡萄牙王国本土，葡萄牙王室流亡巴西。1815年12月16日，葡萄牙-巴西-阿爾加維聯合王國成立，巴西由殖民地升格為王國，葡屬東非开始处于巴西的直接统治下:136。1822年，巴西帝國脱离葡萄牙-巴西-阿爾加維聯合王國独立，巴西皇帝佩德罗一世有意愿并吞葡萄牙在非洲的殖民地，但遭到了英国与葡萄牙的联合反对。1825年11月15日，葡萄牙王国与巴西帝国签订《1825年里约热内卢条约》，承认巴西的独立。但其中第三款规定巴西帝国不得接受任何葡萄牙殖民地加入巴西。
随着奴隶贸易终结，加之欧洲列强进入非洲，巴西逐渐地疏远了与葡萄牙在非洲等地的殖民地之间的联系，转而加强与其他拉丁美洲国家、欧洲国家及美国的关系。在此期间，巴西与葡屬東非的交流，更多地体现为巴葡关系的延伸；20世纪60年代以前的巴西更长期支持葡萄牙在非洲的殖民统治，并提出建立非洲—巴西—葡萄牙共同体。此时，巴西与葡萄牙政府签署了商业条约，葡萄牙也向巴西开放了葡屬東非等地的海港:136-137。1960年以后，巴西转而反对葡萄牙在非洲的殖民统治:41。1975年6月25日，莫三比克人民共和國正式成立，同年11月15日，巴西与莫桑比克建立外交关系。1992年，莫桑比克结束了长达15年的内战局面，巴西随即于1994年派员参加了联合国在该国的维和部队:41，1996年，巴西、莫桑比克等國更共同成立了葡萄牙語國家共同體，1998年，莫桑比克在巴西利亚开设大使馆，但在此期間，巴西仍然將美國作為外交政策的中心，两国關係還是相對冷淡:138。
2003年，魯拉上台後，巴西重新加強了與莫桑比克等非洲國家的聯繫，其本人就任伊始就出访了莫桑比克，而莫桑比克总统若阿金·希薩諾随即于翌年对巴西进行了回访，罗塞夫接替卢拉成为总统后，延续了卢拉的对非政策，她也在就任当年访问了莫桑比克。2023年，魯拉第三度就任總統後，巴西扭轉了雅伊爾·波索納洛時期對非外交停滯不前的狀況，重新加強了與莫桑比克的聯繫，除了计划免除莫桑比克的债务，魯拉也支持莫桑比克等非洲国家加入金砖国家。

## 經貿關係
由於兩國同是葡萄牙的前殖民地，加上跨大西洋奴隸貿易的影响，巴西和莫桑比克兩國的經貿聯繫悠久。在葡萄牙殖民时期，莫桑比克曾是巴西奴隸的主要來源地之一:49。进入21世纪后，两国的贸易联系得到了显著加强，莫桑比克也成为巴西在非洲主要投資對象國之一:18，巴西跨国采矿业公司淡水河谷曾在莫桑比克拥有大规模投资，但也造成了莫桑比克在地环境的严重污染，在2019年巴西布魯馬迪紐尾礦壩事故发生后，该企业保留了在当地的业务，但投资力度有所减少。2022年，巴西、莫桑比克双边贸易总额达到8,970万美元。

## 人文交流
作為葡萄牙的前殖民地，莫桑比克和巴西兩國在文化上關係深远，均以葡萄牙語为官方语言，也是葡萄牙語國家共同體的成員。自卢拉执政以来，巴西加强了与莫桑比克的人文交流，在当地开设巴西文化中心，非洲葡语国家国际电视台等巴西电视台的讯号在莫桑比克也可以接收，它们提高了巴西在当地的影响力:142。在教育上，巴西也向莫桑比克提供了大量人员培训机会及教育合作项目。2010年，巴西政府更成立葡非巴联合联邦大学，招收莫桑比克等非洲国家的留学生:146-151。此外，巴西也关注非洲社会发展，曾多次為莫桑比克提供人道主義援助:19-20。